# Csengcsou-Hszincseng nemzetközi repülőtér
A Csengcsou-Hszincseng nemzetközi repülőtér (IATA: CGO, ICAO: ZHCC) Kína egyik nemzetközi repülőtere, amely Csengcsou és Hszincseng közelében található. Éves utasforgalma 9 221 674 fő (2022).

## Futópályák
A repülőtér futópályái:
- 12R/30L (3400 m, beton)
- 12L/30R (3600 m, beton)

## Forgalom
Az utasforgalom az elmúlt években az alábbi módon változott:
| Utasok száma | 1 516 658 | 1 667 681 | 2 969 318 | 5 002 102 | 8 707 873 | 11 673 612 | 17 297 385 | 24 299 073 | 21 406 709 | 9 221 674 |
|              | 2000      | 2002      | 2005      | 2007      | 2010      | 2012       | 2015       | 2017       | 2020       | 2022      |

## Légitársaságok és úticélok
2023-ban a Csengcsou-Hszincseng nemzetközi repülőtérről az alábbi járatok indulnak:

### Személy
| Légitársaság              | Célállomások |
| ------------------------- | --- |
| 9 Air                     | Changchun, Guangzhou, Guiyang, Harbin, Hohhot, Shenyang |
| Air China                 | Beijing–Capital, Changchun, Chengdu–Shuangliu, Chengdu–Tianfu, Chongqing, Dongying, Hangzhou, Shaoyang, Ulanqab, Wenzhou, Xiamen, Zhanjiang |
| Air Guilin                | Enshi, Guilin, Meixian, Qingdao, Quanzhou, Wenzhou, Xishuangbanna, Yantai, Zhanjiang, Zhuhai |
| Air Macau                 | Macau |
| Batik Air Malaysia        | Kuala Lumpur–International |
| Beijing Capital Airlines  | Haikou, Hangzhou, Hohhot, Lijiang, Qingdao, Sanya, Ürümqi, Xiamen |
| Cambodia Angkor Air       | Phnom Penh |
| Cathay Pacific            | Hong Kong |
| Chengdu Airlines          | Chengdu–Tianfu, Fuzhou, Guiyang, Lhasa, Sanya, Shenyang, Tacheng, Ulanhot, Xilinhot repülőtér, Zunyi–Maotai |
| China Eastern Airlines    | Hangzhou, Kunming, Lanzhou, Luzhou, Nanjing, Ningbo, Qingdao, Shanghai–Hongqiao, Shanghai–Pudong, Wenzhou, Xiamen, Yantai, Yinchuan |
| China Express Airlines    | Baotou, Chifeng, Chongqing, Guiyang, Linfen, Qingdao, Quzhou, Yan'an |
| China Southern Airlines   | Aksu, Altay, Baotou, Changchun, Chengdu–Shuangliu, Chongqing, Guangzhou, Guiyang, Haikou, Hami, Hangzhou, Harbin, Heihe, Hohhot, Hotan, Huangshan, Huizhou, Jieyang, Jinggangshan, Karamay, Kashgar, Korla, Kunming, Lijiang, London–Gatwick (kezdődik 2023 december 16-tól), Luxembourg (kezdődik 2023 december 21-től), Luzhou, Nanning, Ordos, Qingdao, Qinhuangdao, Qionghai, Sanya, Seoul–Incheon, Shanghai–Hongqiao, Shanghai–Pudong, Shenyang, Shenzhen, Taipei–Taoyuan, Tengchong, Tongliao, Ürümqi, Wenzhou, Xiamen, Xining, Xinzhou, Yinchuan, Yiwu, Yulin (Shaanxi), Zhangjiajie, Zhanjiang, Zhuhai |
| Chongqing Airlines        | Jieyang |
| Colorful Guizhou Airlines | Dazhou, Guiyang |
| Dalian Airlines           | Dalian, Guilin |
| Donghai Airlines          | Baotou, Nanning, Nantong, Shenzhen, Urumqi |
| EVA Air                   | Taipei–Taoyuan |
| Fuzhou Airlines           | Fuzhou |
| GX Airlines               | Harbin, Nanning |
| Hainan Airlines           | Baotou, Dalian, Fuzhou, Guangzhou, Guilin, Haikou, Hangzhou, Hohhot, Kashgar, Sanya, Shenzhen, Ürümqi, Xiamen, Yinchuan, Zhuhai |
| Jiangxi Air               | Dalian, Fuzhou, Hailar, Harbin, Jiayuguan, Korla, Nanchang, Xiamen, Zhanjiang |
| Joy Air                   | Harbin, Hefei, Huangshan, Xiangyang, Zhanjiang |
| Juneyao Air               | Bayannur, Helsinki, Huizhou, Milan–Malpensa, Shanghai–Pudong |
| Kunming Airlines          | Kunming, Taizhou, Tengchong |
| Loong Air                 | Changchun, Guangzhou, Kashgar, Korla, Lanzhou, Wenzhou, Xining |
| Lucky Air                 | Changchun, Chengdu–Tianfu, Dalian, Ganzhou, Guiyang, Hailar, Kunming, Lijiang, Nanning, Quanzhou, Sanya, Wenzhou, Xishuangbanna, Zhanjiang |
| Nok Air                   | Bangkok–Don Mueang |
| Qingdao Airlines          | Kuqa, Qingdao |
| Scoot                     | Singapore |
| Shandong Airlines         | Guilin, Guiyang, Haikou, Korla, Lanzhou, Qingdao, Ruoqiang, Ürümqi, Xiamen, Yantai, Yinchuan, Zhuhai |
| Shanghai Airlines         | Guilin, Guiyang, Karamay, Kunming, Lanzhou, Ordos, Shanghai–Hongqiao, Shanghai–Pudong, Turpan, Ürümqi, Wenzhou, Yinchuan |
| Shenzhen Airlines         | Changchun, Dalian, Guilin, Haikou, Harbin, Huizhou, Kunming, Lanzhou, Nanning, Shenyang, Shenzhen, Wenzhou, Xining, Yantai, Yinchuan, Zhoushan |
| Sichuan Airlines          | Changchun, Chengdu–Shuangliu, Chongqing, Hangzhou, Harbin, Jieyang, Kunming, Nanning, Sanya, Ürümqi, Xichang, Xishuangbanna, Yanji |
| Spring Airlines           | Changchun, Dalian, Jieyang, Ningbo, Shanghai–Pudong, Shenyang |
| Suparna Airlines          | Hohhot, Shanghai–Pudong, Shenzhen, Ürümqi |
| Tianjin Airlines          | Chongqing, Dalian, Fuzhou, Guiyang, Haikou, Hengyang, Hohhot, Liupanshui, Qingdao, Sydney, Tianjin, Ürümqi, Zunyi–Xinzhou |
| Tibet Airlines            | Lhasa |
| Urumqi Air                | Karamay, Kashgar, Lanzhou, Qingdao, Qionghai, Ürümqi, Wenzhou, |
| West Air                  | Aksu, Chongqing, Dalian, Fuzhou, Golmud, Guangzhou, Guiyang, Hailar, Hefei, Hohhot, Jieyang, Kashgar, Korla, Kunming, Lhasa, Lijiang, Nanning, Qingdao, Quanzhou, Shanghai–Pudong, Shenyang, Shenzhen, Turpan, Ürümqi, Wenzhou, Xining, Zhuhai Szezonális: Guilin, Yinchuan |
| XiamenAir                 | Dalian, Fuzhou, Hangzhou, Harbin, Lanzhou, Quanzhou, Ürümqi, Xiamen, Xining, Yinchuan |

### Cargo
| Légitársaság                  | Célállomások                                                                                              |
| ----------------------------- | --- |
| Aerotranscargo                | Dubai–Al Maktoum                                                                                          |
| AirBridgeCargo Airlines       | Moscow–Sheremetyevo (felfüggesztve)                                                                       |
| Air China Cargo               | Amszterdam                                                                                                |
| Cargolux                      | Anchorage, Atlanta, Chicago–O'Hare, Edmonton, Komatsu, London–Stansted, Luxembourg, Novosibirsk, Zaragoza |
| Cargolux Italia               | Milan-Malpensa                                                                                            |
| Cathay Cargo                  | Hong Kong, Shanghai–Pudong                                                                                |
| China Airlines Cargo          | Nanjing, Taipei–Taoyuan                                                                                   |
| China Cargo Airlines          | Shanghai–Pudong                                                                                           |
| China Postal Airlines         | Nanjing, Shanghai–Pudong, Shijiazhuang                                                                    |
| China Southern Airlines Cargo | Anchorage, Guangzhou                                                                                      |
| Hong Kong Airlines            | Hong Kong, Tianjin                                                                                        |
| Korean Air Cargo              | Seoul–Incheon, Xi'an                                                                                      |
| Mas Air                       | Mexico City                                                                                               |
| Qatar Airways Cargo           | Doha |
| SF Airlines                   | Hangzhou, Seoul-Incheon, Shenzhen, Wuhan, Wuxi                                                            |
| Silk Way Airlines             | Amszterdam, Baku, Maastricht                                                                              |
| Sky Lease Cargo               | Anchorage                                                                                                 |
| Suparna Airlines              | Amszterdam, Anchorage, Chicago–O'Hare, Frankfurt–Hahn, Hangzhou                                           |
| United Parcel Service         | Seoul–Incheon                                                                                             |
| YTO Cargo Airlines            | Tokyo–Narita                                                                                              |